# Henrik VI (tysk-romersk kejsare)
Henrik VI, född november 1165, död 28 september 1197, var kung av Tyskland från 1190 till 1197, tysk-romersk kejsare från 1191 till 1197 och kung av Sicilien från 1194 till 1197.

## Biografi
Han föddes som äldste son till kejsar Fredrik I Barbarossa och Beatrice I av Burgund. År 1169 valdes han till tysk kung och gifte sig med 1186 med Constance, dotter till kung Roger II av Sicilien.

### Krönt till kejsare
Då Fredrik I 1189 drog på korståg, förde Henrik regeringen i Tyskland och blev efter faderns död 1190 tysk kung. Den 14 april 1191 kröntes han i Rom till kejsare. 
Samma år misslyckades hans försök att erövra Sicilien, till vilket rike hans hustru efter Vilhelm II:s död var närmaste arvinge. I stället blev en ättling till den gamla kungaätten Tancred, vald till Siciliens kung. Sedan Henrik i Tyskland fått ett slut på striden med Henrik Lejonet och genom att utpressa en stor lösesumma från Rikard I Lejonhjärta efter dennes väg tillbaks från korståget, hade han skaffat sig tillräckliga penningmedel, för ett nytt fälttåg till Italien och lyckades nu erövra Sicilien. Han kröntes till kung 25 december 1194. 
Henrik stod nu på höjden av sin makt och gjorde upp omfattande planer. Mot att han erkände länens ärftlighet sökte han förmå furstarna att göra kronan ärftlig inom hans ätt, därmed skulle Sicilien skulle förenas med Tyskland. Han fick inte furstarnas bifall till det förslaget, men hans son valdes till tysk kung. Henrik förmälde sin broder Filip med en bysantinsk prinsessa och hade tankar på att göra bysantinska riket skattskyldigt, liksom han även förberedde ett korståg. Mitt under alla dessa högtflygande planer dog han av malaria.